# Miles Kane
Miles Peter Kane (* 17. März 1986 in Birkenhead, Wirral Peninsula) ist ein englischer Sänger, Musiker und Songwriter. Neben seiner Tätigkeiten in verschiedenen Indie-Rock-Bands wie The Little Flames, The Rascals sowie The Last Shadow Puppets ist er seit 2011 auch als Solokünstler tätig.

## Musikkarriere

### 2004 bis 2007: „The Little Flames“ und Formierung von „The Rascals“
Im Dezember 2004 wurde die Band The Little Flames gegründet. Die Mitglieder Eva Petersen (Gesang), Joe Edwards (Bass), Mat Gregory (Gitarre), Greg Mighall (Schlagzeug) und Kane wurde dabei von DJ Babylon Fox einander vorgestellt. Kane trat neben Gregory ebenfalls als Gitarrist in Erscheinung. Die Band stand bis zu ihrer Auflösung im Mai 2007 beim Independent-Label Deltasonic unter Vertrag. Nachdem die Gruppe 2005 zwei Lieder und 2007 ein Lied veröffentlichte, sollte das Debütalbum unter dem Namen The Day Is Not Today im Juni 2007 erscheinen. Durch die vorherige Auflösung der Gruppe blieb das Album jedoch unveröffentlicht.
Nach der Auflösung der Band The Little Flames gründete Kane zusammen mit Edwards und Mighall die Gruppe The Rascals. Während die anderen zwei ihre ursprünglichen Instrumente beibehielten, übernahm Kane diesmal den Part des Lead-Sängers. Ihre Debüt-EP erschien am 9. Dezember 2007 und wurde ebenfalls von Deltasonic vertrieben.

### 2008 bis 2009: Veröffentlichungen von „The Rascals“ und „The Last Shadow Puppets“
Nachdem bereits im August 2007 bekannt begeben worden war, dass Kane zusammen mit dem Lead-Sänger der britischen Indie-Rock-Band Arctic Monkeys, Alex Turner, und dem Musikproduzenten James Ford ein Album aufnehmen wird, erschien am 14. April 2008 mit dem Titel The Age of Unterstatement die erste Singleauskopplung dieses Albums. Die neu formierte Band tritt dabei unter dem Namen The Last Shadow Puppets auf. Am 15. April 2008 erschien das Debütalbum der Gruppe bei Domino Records, es trug ebenfalls den Namen The Age of Understatement und erlangte Platz eins in Großbritannien sowie Rang 111 in den USA. Im Juni erschien auch das Debütalbum der Band The Rascals, welches jedoch nur Rang 100 im Vereinigten Königreich erreichte.
Im August 2009 gab Kane bekannt, bei The Rascals auszusteigen, um sich einer Solokarriere zu widmen. Für seine Solokarriere unterschrieb er einen Plattenvertrag bei Columbia Records.

### 2010 bis heute: Solokarriere
Am 19. November 2010 erschien Kanes Debütsingle Inhaler, welche jedoch keine Chartplatzierung im Vereinigten Königreich erlangte. Anschließend ging er auf Tournee und unterstützte dabei unter anderem im Dezember The Courteeners sowie im März Beady Eye bei einigen Shows. Am 18. Februar 2011 wurde eine zweite Single aus Kanes Debütalbum veröffentlicht. Come Closer stieg jedoch ebenfalls nicht in die Charts ein. Nachdem Ende März mit Rearrange ein drittes Lied veröffentlicht worden war, welches keine Platzierung in den Hitlisten Großbritanniens erreichte, erschien am 6. Mai 2011 Miles Kanes Debütalbum Colour of the Trap. Dieses umfasste zwölf Titel, von denen sechs zusammen mit Alex Turner, einem Bandmitglied von The Last Shadow Puppets, geschrieben wurden. Zudem war auf dem Album auch ein Lied, bei dem Noel Gallagher im Hintergrund zu hören ist. Das Album erreichte Platz elf in Großbritannien. Den Rest des Jahres verbrachte Kane anschließend mit der Bewerbung des Albums, so unterstützte er im Juni und Juli 2011 sowie Januar und Februar 2012 die Band Arctic Monkeys bei Konzerten England, Frankreich, Deutschland, Australien und Spanien. Im Dezember 2011 war er mit der Gruppe Kasabian in Großbritannien auf Tour.
Nachdem von allen Mitgliedern bereits 2009, 2010 und 2011 Interesse an einer Fortführung des Projektes bekundet worden war, gab Kane im Januar 2012 bekannt, dass The Last Shadow Puppets vermutlich Ende des Jahres mit den Arbeiten an einem neuen Album beginnen werden.
Am 3. Juni 2013 erschien Kanes zweites Soloalbum Don't Forget Who You Are.

## Diskografie
→ siehe auch:
- The Rascals/Diskografie
- The Last Shadow Puppets/Diskografie

### Studioalben
- Colour of the Trap (6. Mai 2011)
- Don't Forget Who You Are (3. Juni 2013)
- Coup de Grace (10. August 2018)
- Change the Show (21. Januar 2022)
- One Man Band (4. August 2023)

### Livealben
- Live at iTunes Festival: London 2011 (6. Juli 2011)

### Singles
- Inhaler (19. November 2010)
- Come Closer (18. Februar 2011)
- Rearrange (25. März 2011)
- A Girl Like You (16. April 2011)
- First of My Kind (2012)
- Give Up (2013)
- Don't Forget Who You Are (2013)
- Are You Getting Enough? (mit Professor Green, 2013)
- Loaded (2018)
- Cry on my Guitar (2018)
- Killing the Joke (2018)

## Liveband
Bei Konzerten wird Kane von folgenden Musikern unterstützt:
- Jay Sharrock – Schlagzeug
- Ben Parsons – Keyboard
- Phill Anderson – E-Bass
- George Moran – Rhythmus-Gitarre, Hintergrund-Gesang

Ehemalige Mitglieder
- Eugene McGuinness – Rhythmus-Gitarre, Hintergrund-Gesang